# Златкович, Милош
Ми́лош Зла́ткович (серб. Милош Златковић; 1 января 1997, Ниш, Союзная Республика Югославия) — сербский футболист, защитник клуба «Тампинс Роверс».

## Карьера

### Клубная карьера
Милош начал заниматься футболом в детской команде «Раднички» из Ниша, затем он перешёл в ОФК.
16 мая 2015 года защитник дебютировал в основном составе белградского клуба, выйдя на замену в перерыве встречи с «Црвеной Звездой». В сезоне 2014/15 Златкович провёл ещё одну игру — против «Ягодины».
В сезоне 2015/16 Милош провёл 13 матчей своей команды, а ОФК, заняв 15 место в чемпионате, покинул высший сербский футбольный дивизион.

### Карьера в сборной
Милош в составе юношеской сборной Сербии (до 17 лет) принимал участие в играх квалификационного раунда отбора к чемпионату Европы 2014.
В 2015 году защитник участвовал в играх квалификации к юношескому чемпионату Европы 2016 в Германии, проведя 5 матчей.